# 東光武三
東光 武三 （とうこう たけぞう、1906年1月19日 - 1945年4月1日）は、日本の外交官。阿波丸事件で死去した。死後設立された阿波丸会では、妻の孝子（日加協会事務局長）が中心的立場となった。

## 略歴
- 1906年大阪府生まれ[1]、本籍大阪市東区平野町[2]、旧制天王寺商業学校（大阪市立天王寺商業高等学校の前身）を経て旧制神戸高等商業学校（神戸大学の前身）進学[3]
- 1930年高等試験外交科合格[4]
- 1931年旧制東京商科大学（一橋大学の前身）本科卒業[1][5]、在英国外務書記生[6]
- 1932年在英国外交官補[7]
- 1933年ロンドン世界経済会議（英語版）全権委員随員[1]
- 1934年在シドニー領事官補[8]
- 1936年外務省欧亜局第三課外務事務官[1]
- 1940年外務省欧亜局第三課長心得、南洋局第一課長心得、南洋局第二課長心得
- 1941年外務省南洋局第二課長[9]
- 1942年大東亜省南方事務局文化課長[10]、日泰攻守同盟条約慶祝答礼遣タイ特派大使随員[11][12]、第三等白象勲章受章[13]
- 1943年大東亜省南方事務局政務課長[14]、百万象白傘勲章（英語版）コンマンドール受章[15]
- 1944年大東亜要員錬成委員会幹事[16]、叙従五位[17]
- 1945年在ラングーン総領事[18]、阿波丸事件で死去[19]、大東亜省参事官、叙正五位[20]、従四位追陞[21]

## 親族
- 妻の東光孝子は岡嶋松次郎（大阪朝報創刊者・社主）の長女。大阪府女子専門学校（現大阪公立大学）出身で[22]、日本の降伏後、辻嘉六の秘書や[23]、日加協会事務局長を務め[24]、1994年に78歳で死去した[25]。